# Марко Ферейра
Марко Жулио Кастанейра Афонсо Алвеш Ферейра (пр. Marco Júlio Castanheira Afonso Alves Ferreira) е португалски футболист играч на ПФК ЦСКА (София), под наем от Бенфика. Роден е в Вимиозо, Португалия на 12 март, 1978 г. Играе на поста атакуващ полузащитник, висок е 177 cm и тежи 75 kg.

## Отбори
Ферейра е известен като футболист притежаващ висока скорост. Започва кариерата си н Тирсенсе в Португалия. През сезон 1997/98 играе за Атлетико Мадрид но след шест месеца преминава в Йокохама Флунгелс в Япония. През сезон 98-99 подписва с Пасош де Ферейра, където е ключов футболист. Впоследствие, през сезон 99-00 подписва с Витория Сетубал където играе от 1999 до 2002. След това преминава в ФК Порто, където е част от състава спечелил Шампионската лига, Купата на УЕФА и Европейската суперкупа. След сезоните си в Порто той преминава във Витория Гимараеш за сезон 2004-05. През 2005 играе в Пенафиел но след това е трансфериран в Бенфика. В Бенфика, Марко не успява да стане титулярен футболист, поради което бива даден под наем в ПФК ЦСКА (София) за сезон 2007-08.
Първият му мач за националния отбор е в приятелска среща срещу Тунис.

## Успехи
- Купа на УЕФА (2003)
- Шампионска лига (2004)
- Суперкупа на Европа (2004)
- Португалска лига (2003)